# Coelopencyrtus odyneri
Coelopencyrtus odyneri är en stekelart som beskrevs av Timberlake 1919. Coelopencyrtus odyneri ingår i släktet Coelopencyrtus och familjen sköldlussteklar. Inga underarter finns listade i Catalogue of Life.